# Artes Iuventutis
Artes Iuventutis war ein gemeinnütziger Verein zur Förderung der musizierenden Jugend in Österreich. Im Jahre 1996 gegründet, veranstaltete Artes Iuventutis bis 2013 ehrenamtlich verschiedene Musikprojekte für Kinder und Jugendliche.

## Verein Artes Iuventutis
Der Verein Artes Iuventutis wurde im Jahr 1996 von einer kleinen Gruppe junger Musikstudenten gegründet, um innovativen Projekten für die musizierende Jugend eine Plattform zu bieten. Die Gründung des Vereins war eine Reaktion auf den Mangel an modernen und attraktiven Angeboten für musizierende Jugendliche in Österreich. Vor allem für junge Streicher, Pianisten und Sänger gab es nur wenige Gelegenheiten, regelmäßig gemeinsam zu musizieren und mit Gleichgesinnten die Freizeit zu verbringen. Einbindung in Musikverbände, wie etwa im Bereich der Jugendblasmusik, fehlte. Viele Musikschüler hatten keine Möglichkeiten, in größeren Ensembles oder in einem Orchester mitzuwirken. Gerade in den Sommerferien wurden nur wenige hochwertige Musizier- und Singwochen angeboten. So war es für Musikpädagogen auch schwierig, Schüler zum Lernen oder Weiterlernen eines (Streich-)Instrumentes zu motivieren.
Die Mitglieder des Vereins Artes Iuventutis begannen nun, neue Projekte für die musizierende Jugend zu entwerfen und durchzuführen. Die Projektkonzeptionen waren als Gegenentwurf zu Leistungsdruck und Konkurrenzdenken in der Musik angelegt. Im Mittelpunkt sollte die Freude an der Musik und am Musizieren und ein ungezwungener und freundschaftlicher Umgang zwischen Lehrenden und Lernenden stehen. Hintergrund dafür war, dass vielen Qualitäten, die das Miteinander-Musizieren von den Musikern verlangt, im Musikunterricht zu wenig Platz eingeräumt wurde: bewusstes gegenseitiges Wahrnehmen, Reagieren auf ein Gegenüber, Rücksichtnahme auf Mitspieler. Gerade dieses gemeinsame musikalische Gestalten und Erleben wurde als ein wesentlicher Faktor für die Begeisterung und die Lust am Musizieren eingeschätzt und als höchst förderungswürdig befunden. Ein weiteres Anliegen des Vereins Artes Iuventutis war es, das musikalische Unterrichts-Repertoire aufzulockern und zu erweitern und den Teilnehmern mit einem vielfältigen Angebot an Stilrichtungen und Besetzungen zu begegnen, auch um Offenheit und Toleranz gegenüber Ungewohntem zu stärken. In unterschiedlichen Besetzungen, wie klassischer Kammermusikbesetzung, Bandbesetzungen, Chor und Orchester wurden Werke von Alter bis zeitgenössischer Musik, Volksmusik verschiedener Länder bis hin zu Klezmer und Jazz unterrichtet.
Artes Iuventutis gab im Laufe der Vereinsgeschichte neben der Zeitschrift Saitenweise und den Projektbeschreibungen mehrere Informationsblätter und Broschüren heraus. Diese Veröffentlichungen dienten unter anderem dazu, die Vereinsphilosophie, die alle Projekte verbindet, den Interessenten und potentiellen Förderern nahezubringen.

### Grundsätze
Auf Grundlage des Vereinszwecks, der in den Vereinsstatuten verankert ist, formulierte man folgende Grundsätze:
- Erfolg ohne Konkurrenzdenken
- Junge Musikprojekte für junge Menschen
- Music in contact
- Vielfalt als Programm
- Artes Iuventutis als Plattform

Die Hauptversammlung des Vereins hat am 29. April 2017 die freiwillige Auflösung von Artes Iuventutis beschlossen.

## Projekte
Zwischen 1994 und 2013 wurden verschiedene Veranstaltungen in mehreren Bundesländern durchgeführt. Dazu zählen das Jugendmusikcamp und der Jazz-Folk-Klezmer-Kurs in Edlitz, die Kammermusiktage in Thörl, Reichenau an der Rax und Weyer im Ennstal, die Gesangsseminare SingSang und voice professional in Markt Piesting, der Barockopernkurs Dido&Æneas in Edlitz und Warth, das Orchestercamp Mostviertler Zauberbögen in Seitenstetten, Kogelsbach und St. Georgen am Reith, das VolxMusiCamp in Seitenstetten und Pulkau sowie das Cook’n‘Play in Edlitz. Die Projektteilnehmer waren je nach Projekt zwischen 6 und 28 Jahre alt. Ein weiteres Projekt war die Herausgabe der Zeitschrift saitenweise .
Ermöglicht wurden die Projekte durch die ehrenamtliche Arbeit der aktiven Vereinsmitglieder. Finanzielle Unterstützung erhielten die Projekte durch Kursgebühren, Mitgliedsbeiträge, Subventionen von Bund, Ländern, Gemeinden, Institutionen und Sponsoren.

### Jugendmusikcamp Edlitz
Von 1994 bis 2013 veranstaltete Artes Iuventutis das Jugendmusikcamp in den Sommerferien in Edlitz in der „Buckligen Welt“ (NÖ) für Kinder und Jugendliche zwischen 10 und 18 Jahren. In verschiedenen Besetzungen erarbeiteten die Dozenten mit den Teilnehmern Kammermusik aus unterschiedlichen Stilrichtungen. Unterrichtet wurden alle Streichinstrumente, Klavier, Flöte, Gitarre, Klarinette und Gesang, Nasenflöte, Schastrommel und Furzkissen. Zusätzlich zum Ensemble- und zum Einzelunterricht hatten alle Streicher und Bläser tägliche Proben im großen Orchester. Ein Bestandteil des Kurses war der Beginn jeden Tages mit dem großen Chor. Anfangs wurden zudem Musiktheater- und Musicalproduktionen gemeinsam mit den Teilnehmern erarbeitet und ausgeführt. Für all jene, die sich intensiver mit ihrer Stimme beschäftigen wollten, wurde während des Tages Stimmbildung im Einzel- und Gruppenunterricht angeboten. Im Rahmen von Workshops sprachen Dozenten über Themen wie Richtiges Üben, Umgang mit Lampenfieber oder Improvisation. Auch Rhythmik- und Percussionworkshops wurden angeboten. Das Dozententeam des Kurses bestand aus jungen Musikpädagogen und kammermusikerfahrenen, ausübenden Musikeren. Bei einem Eröffnungskonzert stellten sich die Dozenten den Kursteilnehmern und dem Publikum der Umgebung musikalisch vor. Den Teilnehmern vorbehalten war ein großes Abschlusskonzert am letzten Kurstag. Unterrichtet und untergebracht wurden die Teilnehmer und das Jugendmusikcamp-Team in der Volks- und Hauptschule Edlitz, die die Gemeinde unentgeltlich zur Verfügung stellte.

### Jazz-Folk-Klezmer

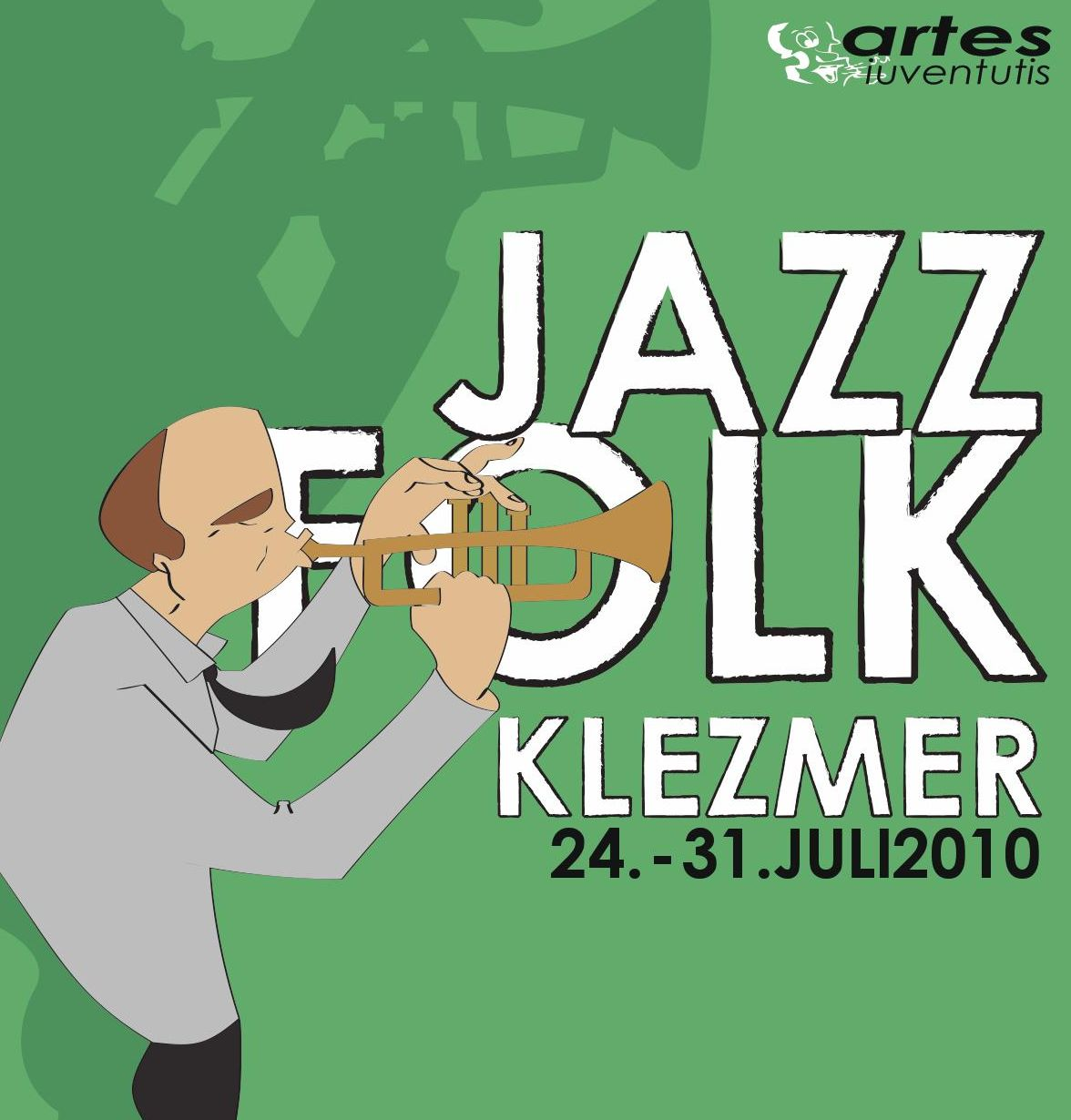
Foldersujet Jazz Folk Klezmer 2010

Der Jazz-Folk-Klezmer-Kurs fand von 2001 bis 2013 in Edlitz in der „Buckligen Welt“ (NÖ) statt. Intensive Beschäftigung mit Jazz, Folk und Klezmer sollte nicht nur den Einstieg in diese Musikrichtungen für interessierte junge Menschen erleichtern, sondern auch ein zusätzliches Angebot zum traditionellen Musikunterricht darstellen. Die Teilnehmer im Alter von 16 bis 26 Jahren mussten keine Vorkenntnisse in den genannten Stilrichtungen haben. Unterrichtet wurde Klarinette/Saxophon, Posaune, andere Blechblasinstrumente, Violine/Viola, Kontra-/E-Bass, Gitarre, Klavier, Schlagzeug, Percussion und Gesang. In verschiedenen Besetzungen sowie im Einzelunterricht bekamen die Teilnehmer Einblick in spezielle Spieltechniken, in die Kunst des Improvisierens und sollten vor allem einen Eindruck von Vielfalt in der Welt der Musik bekommen. Auf Workshopbasis lernten die Teilnehmer in speziell dafür aufbereiteten Musikstücken die Unterschiede im Herangehen an Jazz, Folk und Klezmer verglichen mit traditioneller klassischer Literatur kennen. In abendlichen Jamsessions wurden die neuen Erfahrungen ausprobiert und umgesetzt. Die Teilnehmern wurden von jungen Musikpädagogen und Künstlern, betreut und unterrichtet. Als Dozenten fungierten unter anderem Mitglieder der Formationen Elektro Guzzi, der Mary Broadcast Band oder Nifty's. Jeder Kurs begann mit einem Eröffnungskonzert der Dozenten, gegen Ende der Woche fand es eine öffentliche Jamsession statt und endete mit einem großen Abschlusskonzert der Teilnehmer. Unterrichtet und untergebracht waren Teilnehmer und Jazz-Folk-Klezmer-Team in der Volks- und Hauptschule Edlitz, die die Gemeinde unentgeltlich zur Verfügung stellte.

### Kammermusiktage
Von 1996 bis 2013 trafen sich an drei Wochenenden im Jahr junge Ensembles zwischen 14 und 26 Jahren, um sich intensiv mit Kammermusik auseinanderzusetzen. Die ersten Kammermusiktage fanden in Thörl (Stmk) statt, später in Reichenau an der Rax (NÖ) und schließlich in Weyer im Ennstal (OÖ). Erarbeitet wurden Kammermusikwerke im mittleren Schwierigkeitsgrad, die in zwei öffentlichen Konzerten zur Aufführung gebracht wurden. Mit einem öffentlichen Dozentenkonzert stellten sich die Pädagogen des Kurses den Teilnehmern und dem Publikum vor. Als Dozenten der Kammermusiktage fungierten unter anderem das Eggner Trio und Mitglieder des Hugo-Wolf-Quartetts. Die Kammermusiktage sollten auch Ensembles des Jugendmusikcamps unter dem Jahr die Möglichkeit des Zusammenspiels bieten und konnten außerdem als Vorbereitung für Wettbewerbe, wie Prima la Musica, hilfreich sein. Entsprechend den Grundideen von Artes Iuventutis, sollte der Prozess vor dem Produkt stehen. Nicht ein perfektes Abschlusskonzert, sondern die kammermusikalische Entwicklung innerhalb des Kurses sollte Motivation für die Teilnehmer sein. Damit grenzte man sich von eliteschaffenden Meisterkursen und deren Konkurrenzdenken ab.

### SingSang
Das Gesangsseminar SingSang wurde von 1998 bis 2003 in Markt Piesting (NÖ) von Artes Iuventutis veranstaltet. Teilnehmen konnten junge Sänger im Alter von 14 bis 25 Jahren und Sänger im Alter von 14 bis 30 Jahren mit oder ohne sängerischer Vorbildung. Die Kernbereiche des Unterrichts waren Sologesang, Ensemble und Chor. Weiters konnten verschiedene Workshops, wie Atemtechnik, Schauspiel, Akrobatik etc. besucht werden. Untergebracht waren Teilnehmer und Dozenten in der Musik- und Volksschule Markt Piesting. Den Abschluss des meist einwöchigen Seminars bildete ein großes öffentliches Konzert mit allen Teilnehmern.

### voice professional
Das Gesangsseminar voice professional richtete sich an Jugendliche von 16 bis 24 Jahren, die eine Studienrichtung mit Hauptfach Gesang (Sologesang, Gesangspädagogik, Musical) anstrebten oder bereits in einschlägigen Vorbereitungsklassen studierten. Der Kurs wurde von 2004 bis 2007 von Artes Iuventutis in Markt Piesting veranstaltet. Neben Stimmbildungseinheiten wurden auch Solo- und Ensemblestücke erarbeitet und musikalisch und szenisch umgesetzt. Als Dozenten fungierten unter anderem Lehrende der Universität für Musik und darstellende Kunst Wien und des Konservatorium Wien (heute Musik und Kunst Privatuniversität der Stadt Wien).

### Dido&Æneas
Im Jahr 2005 erarbeitete ein Barockensemble des Vereins Artes Iuventutis gemeinsam mit dem niederösterreichischen Jugendchor, ein Projekt des Chorverbandes für Wien und Niederösterreich, die Barockoper „Dido and Aeneas“ von Henry Purcell. Die musikalische Leitung hatte Markus Winkler inne. Die Solisten waren Agnes Scheibelreiter (Dido), Gernot Heinrich (Aeneas), Anna Clare Hauf (Sorceress) und Theresa Dlouhy (Belinda). Die beiden konzertanten Aufführungen fanden in der Arena Nova Classic in Wiener Neustadt und in der Dominikanerkirche Krems statt.

### Orchestercamp „Mostviertler Zauberbögen“
Von 2009 bis 2013 wurde das Orchestercamp „Mostviertler Zauberbögen“ von Artes Iuventutis veranstaltet. Junge Streicher zwischen 6 und 12 Jahren hatten die Möglichkeit, erste Orchester- und Ensembleerfahrungen zu sammeln. Ziel des Kurses war, dass sowohl Schüler (bereits nach dem 1. Lernjahr) als auch fortgeschrittene gemeinsam in einem Orchester musizieren und eine gemeinsame Woche mit Musik und Freizeitgestaltung verbringen. In diesem Sinne deckte die Orchesterliteratur das Können von der elementaren bis hin zur fortgeschrittenen Ebene ab. Für Kinder, die bereits mehr Orchester- und Spielerfahrung hatten, wurde zusätzlicher Kammermusikunterricht angeboten. Auch das Singen im Chor war fixer Bestandteil des Kurses, der mit einem Dozentenkonzert eröffnet und einem gemeinsamen Orchesterkonzert der Teilnehmer beendet wurde. Veranstaltungsorte des Orchestercamps waren Seitenstetten (NÖ), Kogelsbach (NÖ) und St. Georgen am Reith (NÖ).

### VolxMusiCamp „I-IV-V“
Von 2010 bis 2012 wurde das VolxMusiCamp „I-IV-V“ von Artes Iuventutis veranstaltet, 2013 als Teil der Cook'n'Play-Kurse. Die Freude am Singen, Spielen, Jodeln und Tanzen stand im Vordergrund. Unter der Leitung von professionellen (Volks-)Musikern erfolgte die Vermittlung, wie in der Volksmusik üblich, ganz ohne Noten. Ergänzt wurde das Angebot durch Schnupperkurse zum Kennenlernen 'exotischer' Musikinstrumente wie Dudelsack, Drehleier, Maultrommel oder Zither. Mehrere Abende boten Gelegenheit, das Erlernte in die Praxis umzusetzen: ein Abschluss-Stammtisch am Ende des Kurses sowie Tanz- und Konzertabende unter der Woche. Dozenten waren unter anderem Mitglieder der Ensembles Alma und Federspiel.

### Cook’n’Play (Classics/Voixkuchljazz)
Der im Jahr 2013 von Artes Iuventutis veranstaltete Kurs „Cook’n’Play“ vereinte drei Artes-Iuventutis-Projektkonzepte für Teilnehmer zwischen 16 und 28 Jahren: den klassischen Kammermusikkurs, den Jazzkurs und den Volksmusikkurs. Unterstützt von jungen Musikpädagogen und Künstlern, wurden mit den Teilnehmern im „Cook’n’Play Classics“ Kammermusikwerke verschiedener Epochen und Stilrichtungen im Einzel- und Ensembleunterricht sowie in einem Kammerorchester erarbeitet. Unterrichtet wurden die Instrumente Violine, Violoncello, Klavier, Flöte, Klarinette und Fagott. Zusätzlich zum täglichen Unterricht gab es Unterrichtseinheiten in der Küche, bei denen die gemeinsamen Mahlzeiten, angeleitet von einem Koch, zubereitet wurden. Die Teilnehmer des „Cook’n’Play Classics“ konnten gemeinsam mit den Teilnehmern des parallel stattfindenden „Cook’n’Play Voixkuchljazz“ improvisieren, Workshops besuchen und kochen. Untergebracht waren Teilnehmer und Dozent in der Volks- und Hauptschule Edlitz/NÖ in der Buckligen Welt. Bei einem Eröffnungskonzert stellten sich die Dozenten den Kursteilnehmern und dem Publikum der Umgebung musikalisch vor. Den Teilnehmern vorbehalten war das Abschlusskonzert am Ende der Woche.

### Zeitschrift „saitenweise“
Die erste Ausgabe der Zeitschrift saitenweise erschien im Jahr 1996. Die Zeitschriften der Jahrgänge 1996 bis 1998 kann man in einer „historischen“ Online-Ausgabe nachlesen.
Die Vereinszeitschrift sollte einerseits aktuelle Berichte aus dem Vereinsleben enthalten, andrerseits durch vielfältige musikbezogene Beiträge aus verschiedenen Perspektiven auch allgemein für musikinteressierte Jugendliche und Erwachsene attraktiv sein. So entstanden die Rubriken: Neue Musik, Interviews mit jungen Ensembles oder Musikern (Interview, Aktuell), Über Komponisten und ihre Werke (Musikgeschichte), Musiktheater, Über den menschlichen Körper im Zusammenhang mit Musizieren oder Singen (Singstimme, das Ohr, Soundscape), Musik und Fitness, Kommentar, Amüsantes und Spritziges über Musik (Feuilleton), Aktuelle Projekte des Vereins (Zum Thema, Artes Iuventutis) sowie allgemeine Betrachtungen über den Verein und seine Zielsetzungen (Kolumne).
| saitenweise, Nummer 1, 31. Juli 1996     | | Redaktion/Layout: Werner Goebl und Paul Wilscher                                               |
| Rubrik                                   | Titel | Autorin/Autor                                                                                  |
| Editorial                                | Editorial | Paul Wilscher und Werner Goebl                                                                 |
| Kolumne                                  | Die Botschaft der Kunst. Gedanken zur Situation der musizierenden Jugend in Österreich                                      | Florian Wilscher                                                                               |
| Neue Musik                               | Die Rolle der Tonalität in der Gegenwart aus meiner Sicht. Ein persönlicher Einstieg in die Musik der Gegenwart             | Johanna Male                                                                                   |
| Singstimme                               | Singen lernen? Eine Standortbestimmung                                                                                      | Martin Vácha                                                                                   |
| Zum Thema                                | Musikalisches Miteinander. Das Jugendmusikcamp Edlitz 1996 feiert bereits seinen dritten Geburtstag                         | Stephanie Kathan, Paul Wilscher und Werner Goebl                                               |
| Musik und Fitness                        | Ent-spannend musizieren, üben und bewegen. Übungen, die gut tun & mehr Energie bringen                                      | Ulli Engel                                                                                     |
| JMC 1996                                 | Edlitz, nur du allein (Gedicht zum Jugendmusikcamp 1996)                                                                    | Magdalena Singer                                                                               |
| Feuilleton                               | Die Premiere von J.-L. Barrault: Ein Einblick in den Theaterstreß vor einer großen Premiere                                 | Ausgewählt von Anna Scheidl                                                                    |
| saitenweise, Nummer 2, 25. Jänner 1997   | | Redaktion/Layout: Werner Goebl und Paul Wilscher Lektorat: Kathi Thenius                       |
| Rubrik                                   | Titel | Autorin/Autor                                                                                  |
| Editorial                                | Editorial | Kathi Thenius, Paul Wilscher und Werner Goebl                                                  |
| Soundscape                               | Unser Gehör. Ein Streifzug durch die physiologischen Grundlagen und enormen Fähigkeiten unseres Gehörs                      | Paul Wilscher und Werner Goebl                                                                 |
| Zum Thema                                | Kammermusiktage in der Steiermark. Ein Bericht von den ersten beiden Wochenenden                                            | Johanna Male und Gabi Slezak                                                                   |
| Analyse                                  | Musiktheater im Off. Über das Musiktheatergeschehen abseits von Staats- und Volksoper                                       | Anna Scheidl                                                                                   |
| Kolumne                                  | Wege zur Musik. Gedanken über die Attraktivität des musikalischen Ausbildungsangebotes                                      | Florian Wilscher                                                                               |
| Neue Musik                               | Komponieren heute. Ein paar persönliche Gedanken eines jungen Komponisten                                                   | Johannes Kretz                                                                                 |
| Musik und Fitness                        | Der Atem unser aller Energiequell. Anleitung zum Atmen                                                                      | Ulli Engel                                                                                     |
| Feuilleton                               | Über die Ungefährlichkeit der Musik. Eine Satire des ungarischen Musikwissenschaftlers Antal Molnàr                         | Aus dem Ungarischen übersetzt von Peter Puskas                                                 |
| saitenweise, Nummer 3, 29. Juli 1997     | | Redaktion/Layout: Werner Goebl und Paul Wilscher Lektorat: Kathi Thenius                       |
| Rubrik                                   | Titel | Autorin/Autor                                                                                  |
| Editorial                                | Editorial | Paul Wilscher und Werner Goebl (Redaktion)                                                     |
| Musikgeschichte                          | „Der Mozart des 19. Jahrhunderts“ Felix Mendelssohn-Bartholdy zum 150. Todestag.                                            | Veronika Großberger                                                                            |
| Musikgeschichte                          | Mehr als Hollywood. Dem Komponisten Erich Wolfgang Korngold zum 100. Geburtstag.                                            | Johanna Male                                                                                   |
| Musiktheater                             | Oft läge die Würze in der Kürze. Ein Überblick zu den Wiener Festwochen 1997                                                | Irene-Marianne Kinne                                                                           |
| Kommentar                                | Außenseiter?! Gedanken über zeitgenössische Musik in der musikalischen Grundausbildung.                                     | Florian Wilscher                                                                               |
| Zum Thema                                | Da capo – Das Jugendmusikcamp Edlitz 1997. Ein erster Bericht                                                               | Redaktion                                                                                      |
| Feuilleton                               | „Tempo“ von Antal Molnár | Aus dem Ungarischen übersetzt von Peter Puskas                                                 |
| Rückblick                                | Kammermusik im Grünen. Die Kammermusiktage Thörl 1996/97                                                                    | Redaktion                                                                                      |
| Musik und Fitness                        | Das Gehirn – unser Biocomputer Über Koordination, Motorik und Musik                                                         | Ulli Engel                                                                                     |
| Soundscape                               | Komm, sing mit! Die Singstimme – ein Querschnitt                                                                            | Paul Wilscher und Werner Goebl                                                                 |
| Neue Musik                               | „… fast nur Quartenakkorde“. Drei junge Komponisten im Interview                                                            | Florian und Paul Wilscher                                                                      |
| saitenweise, Nummer 4, 30. Jänner 1998   | | Redaktion/Layout: Werner Goebl und Paul Wilscher Lektorat: Kathi Thenius                       |
| Rubrik                                   | Titel | Autorin/Autor                                                                                  |
| Editorial                                | Editorial | Paul Wilscher und Werner Goebl                                                                 |
| Musikgeschichte                          | »Auch ein mißlungenes Experiment ist besser als gar keines« Zu Hanns Eislers Jubiläum                                       | Katharina Thenius                                                                              |
| Musiktheater                             | Die Chance der Improvisation Zur Situation und Entwicklung der Musicalgruppe am Jugendmusikcamp Edlitz                      | Anna Scheidl                                                                                   |
| Aktuell                                  | Wieder in Wien. Das Erbe Arnold Schönbergs kehrt aus Los Angeles nach Wien heim. Zur Eröffnung des Arnold-Schönberg-Centers | Redaktion                                                                                      |
| Feuilleton                               | »Alles fließt« Antal Molnár erörtert brisante Fragen der Musikpraxis auf seine Weise.                                       | Aus dem Ungarischen übersetzt von Peter Puskas                                                 |
| Praxis                                   | Saubere Saiten. Tips zur Streichinstrumentenpflege                                                                          | Gerlinde Reutterer                                                                             |
| Interview                                | Der Wille zur Qualität. Ein Gespräch mit dem jungen Wiener Hugo Wolf Quartett                                               | Florian Wilscher                                                                               |
| saitenweise, Nummer 5, 30. April 1998    | | Redaktion/Layout: Werner Goebl, Veronika Großberger und Paul Wilscher. Lektorat: Kathi Thenius |
| Rubrik                                   | Titel | Autorin/Autor                                                                                  |
| Editorial                                | Editorial | Veronika Großberger, Paul Wilscher und Werner Goebl                                            |
| Musiktheater                             | Kommen wir zurecht mit Brecht? Zu Bertolt Brechts Jubiläum                                                                  | Monika Huber                                                                                   |
| Soundscape                               | Welche Töne spielen wir da eigentlich? Über musikalische Temperaturen                                                       | Werner Goebl                                                                                   |
| Praxis                                   | Musizieren mit dem Körper.Verspannungen und Atemprobleme versus Wohlbefinden beim Musizieren                                | Katharina Domanig                                                                              |
| Artes Iuventutis                         | Sing Sang?! Über das Gesangsseminar Markt Piesting, das in den Osterferien das erste Mal stattgefunden hat                  | Redaktion                                                                                      |
| Interview                                | Trapezakt ohne Netz. Der zweite Teil eines Interviews mit dem Wiener Hugo Wolf Quartett                                     | Florian Wilscher                                                                               |
| Neue Musik                               | „Etwas zu machen, was schon einmal war, ist für mich uninteressant...“ Zu György Ligetis 75. Geburtstag                     | Johannes Maria Staud                                                                           |
| saitenweise, Nummer 6, 30. Juli 1998     | | Redaktion/Layout: Werner Goebl, Veronika Großberger und Paul Wilscher. Lektorat: Kathi Thenius |
| Rubrik                                   | Titel | Autorin/Autor                                                                                  |
| Editorial                                | Editorial | Veronika Großberger                                                                            |
| Kommentar                                | Der Zeit ihre Kunst, der Kunst ihre Rechte. Die Kunsthochschulstudienreform                                                 | Barbara Dorfmann                                                                               |
| Musikgeschichte                          | Let’s Gersh & win! George Gershwins 100. Geburtstag                                                                         | Veronika Großberger                                                                            |
| Artes Iuventutis                         | Kammermusik und mehr... Zum Abschluß des zweiten Kammermusik-Schuljahres in Thörl. Ein Bericht der Teilnehmer               | Redaktion                                                                                      |
| Aktuell                                  | Kreativer Musiksommer. Stimmen zum fünften Jugendmusikcamp Edlitz                                                           | Redaktion                                                                                      |
| Neue Musik                               | Die Revolution aus dem Inneren. Über Werk und Leben Luigi Nonos                                                             | Marcel Reuter                                                                                  |
| Praxis                                   | Bewegendes Lernen. Die Moshé-Feldenkrais-Methode                                                                            | Johanna Male                                                                                   |
| Soundscape                               | “Wie bitte?” Über Schwerhörigkeit und Musik                                                                                 | Bernhard Laback                                                                                |
| JMC-Spezial                              | Nachhall. Gedicht von KursteilnehmerInnen                                                                                   | Redaktion                                                                                      |
| saitenweise, Nummer 7, 23. Dezember 1998 | | Redaktion/Layout: Werner Goebl, Veronika Großberger und Paul Wilscher. Lektorat: Kathi Thenius |
| Rubrik                                   | Titel | Autorin/Autor                                                                                  |
| Editorial                                | Journalistisches Fazit 1998                                                                                                 | Werner Goebl                                                                                   |
| Artes Iuventutis                         | Musikprojekte – Bilanz 1998. Ein Überblick                                                                                  | Redaktion                                                                                      |
| Artes Iuventutis                         | Auf der Bühne wie junge Profis. An die Arbeit mit der Musical-Gruppe am Jugendmusikcamp Edlitz erinnert sich Harald Tauber  | Harald Tauber                                                                                  |
| Artes Iuventutis                         | Vom Singen und Tanzen... Ein Bericht von Martin Jeff Frohner, der die Musical-Werkstatt musikalisch leitete.                | Martin Jeff Frohner                                                                            |
| Artes Iuentutis                          | Offene Ohren. Wie schreibt man Neue Musik, die auch von Jugendlichen gerne gespielt werden kann                             | Gerald Resch                                                                                   |
| Interview                                | Hümmelchen und Dudey. Katharina Thenius im Gespräch mit dem ersten österreichischen Dudelsackbauer Stefan Widhalm           | Katharina Thenius                                                                              |
| Kommentar                                | Randerscheinungen. Einige Gedanken zu „Wien modern“                                                                         | Veronika Großberger                                                                            |

## Vorstände
Präsident war von 1996 bis 2008 Florian Wilscher, von 2008 bis 2017 war es Severin Wilscher. Beide wurden nach ihren jeweiligen Amtsperioden von der Hauptversammlung zu Ehrenpräsidenten ernannt.

### Artes Iuventutis Vorstände 1996–2005
| Artes Iuventutis Gründungsvorstand 1996–1998 | Artes Iuventutis Gründungsvorstand 1996–1998 | Artes Iuventutis Vorstand 1998 | Artes Iuventutis Vorstand 1998 | Artes Iuventutis Vorstand 1999 | Artes Iuventutis Vorstand 1999 | Artes Iuventutis Vorstand 2000–2002 | Artes Iuventutis Vorstand 2000–2002 | Artes Iuventutis Vorstand 2002–2005  | Artes Iuventutis Vorstand 2002–2005 |
| -------------------------------------------- | -------------------------------------------- | ------------------------------ | ------------------------------ | ------------------------------ | ------------------------------ | ----------------------------------- | ----------------------------------- | ------------------------------------ | ----------------------------------- |
| Präsident                                    | Florian Wilscher                             | Präsident                      | Florian Wilscher               | Präsident                      | Florian Wilscher               | Präsident                           | Florian Wilscher                    | Präsident                            | Florian Wilscher                    |
| Vizepräsidentin                              | Stephanie Kathan                             | Vizepräsidentin                | Stephanie Kathan               | Vizepräsidentin                | Monika Huber                   | Vizepräsidentin                     | Monika Huber                        | Vizepräsident                        | Severin Wilscher                    |
| Schriftführerin                              | Johanna Male                                 | Schriftführerin                | Johanna Male                   | Schriftführerin                | Katharina Thenius              | Schriftführerin                     | Katharina Thenius                   | Schriftführerin                      | Gundula Wilscher                    |
| Finanzreferent                               | Severin Wilscher                             | Finanzreferent                 | Severin Wilscher               | Finanzreferent                 | Severin Wilscher               | Finanzreferent                      | Severin Wilscher                    | Finanzreferent                       | Peter Puskás                        |
| Organisationsreferent                        | Peter Puskás                                 | Projektreferent                | Martin Vácha                   | Projektreferent                | Martin Vácha                   | Projektreferent                     | Martin Vácha                        | Projektreferent                      | Martin Vácha                        |
| Organisationsreferent-Stv.                   | Martin Vácha                                 | Organisationsreferent          | Paul Wilscher                  | Organisationsreferent          | Paul Wilscher                  | Referent für Öffentlichkeitsarbeit  | Georg Steker                        | Referentin für Öffentlichkeitsarbeit | Daniela Schwarz                     |
| Projektreferent                              | Romed Wieser                                 |                                |                                |                                |                                |                                     |                                     |                                      |                                     |
| Projektreferent-Stv.                         | Ulrike Engel                                 |                                |                                |                                |                                |                                     |                                     |                                      |                                     |
| Referent für Öffentlichkeitsarbeit           | Paul Wilscher                                |                                |                                |                                |                                |                                     |                                     |                                      |                                     |

### Artes Iuventutis Vorstände 2005–2017
| Artes Iuventutis Vorstand 2005–2008  | Artes Iuventutis Vorstand 2005–2008 | Artes Iuventutis Vorstand 2008–2011  | Artes Iuventutis Vorstand 2008–2011 | Artes Iuventutis Vorstand 2011–2014  | Artes Iuventutis Vorstand 2011–2014 | Artes Iuventutis Vorstand 2014–2017 | Artes Iuventutis Vorstand 2014–2017 |
| ------------------------------------ | ----------------------------------- | ------------------------------------ | ----------------------------------- | ------------------------------------ | ----------------------------------- | ----------------------------------- | ----------------------------------- |
| Präsident                            | Florian Wilscher                    | Präsident                            | Severin Wilscher                    | Präsident                            | Severin Wilscher                    | Präsident                           | Severin Wilscher                    |
| Vizepräsident                        | Severin Wilscher                    | Vizepräsidentin für Organisation     | Gundula Wilscher                    | Vizepräsidentin für Organisation     | Gundula Wilscher                    | Vizepräsidentin für Organisation    | Gundula Wilscher                    |
| Schriftführerin                      | Gundula Wilscher                    | Vizepräsidentin für Musikpädagogik   | Maria Gfrerer                       | Vizepräsidentin für Musikpädagogik   | Maria Gfrerer                       | Schriftführerin                     | Magdalena Thenius                   |
| Finanzreferent                       | Alexander Kopecny                   | Schriftführerin                      | Viola Römiger                       | Schriftführer                        | Nikolaus Wagner                     | Finanzreferent                      | Alexander Kopecny                   |
| Projektreferentin                    | Viola Römiger                       | Finanzreferent                       | Alexander Kopecny                   | Finanzreferent                       | Alexander Kopecny                   | Marketingreferentin                 | Nora Bammer                         |
| Referentin für Öffentlichkeitsarbeit | Daniela Schwarz                     | Referentin für Öffentlichkeitsarbeit | Bibiane Eitzenberger                | Referentin für Öffentlichkeitsarbeit | Bibiane Eitzenberger                |                                     |                                     |
|                                      |                                     | Pressereferentin                     | Nora Bammer de Rodriguez            | Pressereferentin                     | Nora Bammer de Rodriguez            |                                     |                                     |